# Dafne (opera)
Dafne è in assoluto la prima composizione conosciuta che, secondo gli attuali standard, può essere considerata un'opera. Essa venne composta da Jacopo Peri, nel 1597, su libretto di Ottavio Rinuccini.

## Storia
Dafne venne eseguita da un piccolo ensemble strumentale costituito da un clavicembalo, un liuto, una viola, un arciliuto e tre flauti. Per la prima volta Peri realizzò una composizione costituita sul recitativo, declamazione di testo con accompagnamento musicale, come parte preponderante dell'opera.
Il soggetto è incentrato sulla storia dell'amore fra il dio Apollo e la ninfa Dafne. I personaggi sono: Ovidio, Venere, Amore, Apollo, Dafne e Nunzio. Jacopo Peri scrisse Dafne per un ristretto numero di eruditi di Firenze, che facevano parte della Camerata de' Bardi, attiva fra il 1594 ed il 1597, col sostegno e la collaborazione del musicista e mecenate Jacopo Corsi. Essa fu probabilmente rappresentata privatamente il 26 dicembre 1598 a Palazzo Tornabuoni. e costituì il tentativo di far rivivere la tragedia greca, secondo nuovi dettami. Fu molto lontana da ciò che gli antichi greci avrebbero approvato, ma divenne una nuova forma di spettacolo che si sarebbe poi sviluppata nei secoli successivi.
La maggior parte delle musiche di Peri sono andate perdute, nonostante la sua popolarità in Europa al tempo della pubblicazione, ma è arrivato ai nostri giorni il libretto costituito da 455 versi. Brani significativi sono: "Almo dio che 'l carro ardente...", "Da fortunati campi ove immortali...", "Non curi la mia pianta o fiamma o gelo...". La famiglia fiorentina dei Medici, signori di Firenze, fu talmente colpita dall'opera da commissionare a Peri l'opera Euridice per essere rappresentata in occasione del matrimonio di Maria de' Medici con Enrico IV nel 1600.
La prima esecuzione pubblica di Dafne avvenne il 21 gennaio 1599 nella seconda versione con Vittoria Archilei nel Palazzo Pitti.